# Tjeldsund
Tjeldsund è un comune norvegese della contea di Troms. Fino al 2020 faceva parte della contea di Nordland.